# 러시아 축구 국가대표팀
러시아 축구 국가대표팀(러시아어: Национа́льная сбо́рная Росси́и по футбо́лу Natsionálnaya sbórnaya Rossii po futbólu[*])는 축구 부문에서 러시아를 대표하며 러시아의 축구 행정 부서인 러시아 축구 협회(러시아어: Российский Футбольный Союз Rossiyskiy Futboľnyy Soyuz[*]) 가 운영하고 있다. 홈 구장은 모스크바의 루즈니키 스타디움과 RZD 아레나, 그리고 상트페테르부르크의 크레스톱스키 스타디움이며 현재 감독은 발레리 카르핀이다.
유럽 축구 연맹은 러시아 축구 국가대표팀에게 우크라이나 전쟁에 대한 전쟁 범죄의 책임을 물어 모든 종류의 국제 대회 출전을 금지시켰다. 이에 따라 러시아 축구 국가대표팀은 아시아 축구 연맹으로 이전 계획을 검토하고 있다.

## 개요
러시아는 소련 시절을 비롯해 11번의 월드컵 본선에 올라 이 중 1966년 FIFA 월드컵에서 4위의 성적을 거두었고 러시아라는 이름으로는 자국에서 열린 2018년 대회에서 8강에 오르는 기염을 토했으며 UEFA 유럽 축구 선수권 대회 본선에는 월드컵과 마찬가지로 11번 올라 이 중 초대 대회인 1960년 대회에서 우승을 차지했으며 러시아라는 이름으로는 2008년 대회에서 준결승에 오르는 돌풍을 일으켰다.

## 역사
소련의 해체 후, 러시아는 1992년 8월 16일, 멕시코를 상대로 첫 국제 경기를 치렀는데, 러시아 이외의 구소련 공화국 출신 선수들과의 협력 하에 2-0 승리를 거두었다.

### 초창기
파벨 사디린 감독의 지도 하의 러시아는 1994년 FIFA 월드컵 예선전에서 그리스, 아이슬란드, 헝가리, 그리고 룩셈부르크와 함께 5조에 들어갔다. 유고슬라비아 연방 공화국의 출전 정지 징계로 인해 예선 조의 팀수는 5팀으로 감소하였다. 러시아는 6승 2무를 거두며 그리스와 함께 본선에 진출하였다. 러시아는 미국에서 열린 대회 본선에 참가해 신생 독립국으로써의 러시아 축구의 시작을 알렸다. 러시아 선수단은 스타니슬라프 체르체소프, 알렉산드르 보로듀크와 같은 수문장, 빅토르 오놉코, 올레크 살렌코, 알렉산드르 모스토보이, 블라디미르 베스차스트니흐, 그리고 발레리 카르핀 (이들 중 몇명은 우크라이나 대표 등으로도 출전 가능하나, 우크라이나 축구 협회는 당시 1994년 FIFA 월드컵 예선 참가를 위한 승인을 받지 못했었다.) 과 같은 베테랑들로 구성되어 있었다.
대회 본선에서, 러시아는 브라질, 스웨덴, 그리고 카메룬과 함께 B조에 편성되었다. 이 조는 매우 강력한 팀들로 편성되어 있었고, 러시아의 16강 진출 가능석은 희박해보였다. 러시아는 브라질과 스웨덴과의 처음 2연전에서 각각 0-2, 1-3으로 패하였다. 강등 위기의 상황에서, 러시아는 올레크 살렌코가 한경기 5골을 득점하는 대회 기록을 세우며 카메룬을 6-1로 완파하였다. 러시아는 1승 2패 승점 3점을 차지하여 조 3위를 차지했으나, 조 3위팀들 간의 상대 비교에서 밀리면서 탈락하였다. 대회 후, 사디린 감독은 성적 부진을 이유로 경질되었다.

### 로만체프의 임기
사디린 감독의 경질 후, 올레크 로만체프 감독이 UEFA 유로 1996 기간 동안 러시아를 지도하게 되었다. 로만체프의 러시아는 본선에 진출하고 선전하는 것이 기대되었다. 그는 선수단에 빅토르 오놉코, 알렉산드르 모스토보이, 블라디미르 베스차스트니흐, 그리고 발레리 카르핀과 같은 1994년 FIFA 월드컵에 활약했던 선수들을 승선시켰다. 예선전에서, 러시아는 스코틀랜드, 그리스, 핀란드, 산마리노, 그리고 페로 제도를 너머 8승 2무로 조 1위를 차지하였다.
대회 본선에서 러시아는 독일, 체코, 그리고 이탈리아와 함께 C조에 편성되었다. C조는 '죽음의 조'로 평가되었고, 이중 러시아는 최약체로 간주되었는데, 이탈리아에게 1-2, 독일에게 0-3으로 패하며 탈락하였고, 후자의 경기에서는 전반전 기간 동안 무득점으로 침묵했다. 러시아의 체코와의 최종전은 3-3 무승부로 끝났다. 같은 조의 독일과 체코는 8강에 진출하여 나중에 결승전에서 재회하였다.

### 혼란기
UEFA 유로 1996 이후, 보리스 이그나체프가 프랑스에서 열릴 1998년 FIFA 월드컵 본선행을 목표로 러시아를 지휘봉을 잡았고, UEFA 유로 1996에서 활약했던 빅토르 오놉코, 알렉산드르 모스토보이, 그리고 발레리 카르핀을 그대로 중용하였다. 러시아는 예선전에서 불가리아, 이스라엘, 키프로스, 그리고 룩셈부르크와 함께 5조에 들었다. 러시아와 불가리아는 조 1위를 놓고 경합할 팀으로 전망되었고, 이스라엘이 변수로 고려되었다. 러시아는 키프로스와 룩셈부르크에 2승, 이스라엘과 키프로스에게 2무를 거두면서 예선전을 시작하였다. 이후, 룩셈부르크와 이스라엘에게 2승을 더 쌓았다. 러시아는 불가리아를 상대로 단 한번 0-1로 패하였다. 이후, 불가리아와 재회한 경기에서 4-2로 이겨 플레이오프전 진출권을 획득하였다. 플레이오프전에서, 러시아는 이탈리아를 상대하게 되었다. 러시아는 홈에서 열린 1차전에서 1-1로 비겼다. 그러나, 이어지는 원정 2차전 경기에서 0-1로 패하면서 FIFA 월드컵 본선행이 무산되었다.
프랑스에서 열린 FIFA 월드컵의 본선행이 무산된 후, 벨기에와 네덜란드가 공동개최하는 UEFA 유로 2000을 목표로 재조준하였다. 아나톨리 비쇼베츠가 러시아의 감독으로 내정되었다. 비쇼베츠 감독은 예전 세대의 선수들을 불러들이면서 선수단에 큰 변화를 주지 않았으나, 차세대 스트라이커 알렉산데르 파노프를 불러들였다. 러시아는 프랑스, 우크라이나, 아이슬란드, 아르메니아, 그리고 안도라와 함께 4조에 편성되었다. 러시아와 프랑스가 상위 2자리를 가져가고 우크라이나가 다크호스로 경쟁할 것으로 예상되었다. 러시아는 우크라이나, 프랑스, 그리고 아이슬란드에게 3경기 연속으로 패하면서 예선전을 시작하였다. 성적 부진으로 칼을 빼들은 러시아 축구 협회는 비쇼베츠를 즉시 경질하였고, 올레크 로만체프를 다시 감독으로 앉혔다. 로만체프 감독 재선임은 러시아 선수단에 반전을 불러들였다. 러시아는 이어지는 6경기에서 연승을 거두었는데, 특히 프랑스를 상대로한 스타드 드 프랑스 원정 경기에서는 3-2 승리를 거두었다. 우크라이나와의 최종전에서 승리할 경우, 러시아는 프랑스와 상대 전적에서 동률 (원정 3-2 승리, 홈 2-3 패배) 을 이루나 골득실차에서 우위를 점해 조 1위로 대회 본선을 진출할 수 있었다. 러시아는 1-0 선제골을 넣는데 성공했으나, 막판에 알렉산드르 필리모노프 골키퍼의 치명적인 실수로 리드를 지키지 못하면서 1-1로 비겼다. 그 결과, 러시아는 조 3위로 예선전을 마무리하여 2회 연속으로 주요 대회 본선행에 실패하였다.

### 부흥
올레크 로만체프는 대한민국과 일본에서 개최될 2002년 FIFA 월드컵 본선행을 목표로 국가대표팀 감독직을 역임하였다. 러시아는 슬로베니아, 신 유고 연방, 스위스, 페로 제도, 그리고 룩셈부르크와 함께 예선 1조에 편성되었다. 러시아는 또다시 조 1위 후보로 거론되었고, 스위스나 신 유고 연방과 본선행을 동행할 것으로 전망되었다. 러시아는 7승 2무 1패를 기록하여 예선 조에서 1위를 차지하면서 본선에 직행하였다.
러시아는 튀니지, 벨기에, 그리고 벨기에와 함께 H조에 편성되었다. 러시아는 튀니지와의 1차전에서 2-0으로 이겼으나, 일본과의 2차전에서 연이은 오심으로 인해 0-1로 패하였고, 모스크바에서는 폭동까지 발생했다. 설상가상으로 러시아는 벨기에와의 최종전에서 비기기만 해도 16강에 진출할 수 있었으나, 2-3으로 패하며 대회를 불운하게 마쳤다.
로만체프는 대회 조기 탈락의 책임을 물어 경질되었고, CSKA 모스크바 감독 발레리 가자예프가 그의 후임이 되었다. 러시아는 스위스, 아일랜드, 알바니아, 그리고 조지아와 한조에 들어가면서 UEFA 유로 2004 본선행을 낙관할 수 없게 되었고, 아일랜드가 조 1위 후보였으며, 전력이 향상된 스위스가 큰 위협이 될 것으로 전망되었다. 러시아는 바젤에서 스위스와 비기는 실망스러운 결과를 내면서 예선전을 시작하였고, 감독이 게오르기 야르체프로 교체되었다. 그는 홈에서 스위스와 조지아를 격파하고 웨일스와의 플레이오프전에서 승리를 거두어 러시아를 대회 본선에 올렸다. 플레이오프 1차전에서 러시아는 웨일스를 상대로 모스크바에서 득점 없이 비겼으나, 카디프 원정에서 바딤 에프세예프의 결승골에 힘입어 1-0으로 승리해 UEFA 유로 2004 본선에 진출할 수 있었다. 이 승리는 예고르 티토프가 도핑 테스트에서 양성을 보이며 퇴색되었다. 러시아의 출전 금지 주장이 나오는 와중에 티토프는 2004년 2월 15일에 국가대표팀 활동 1년 정지의 징계를 받았다.
러시아는 스페인, 포르투갈, 그리고 그리스와 함께 A조에 편성되었다. 러시아는 수비수 세르게이 이그나셰비치와 빅토르 오놉코가 부상으로 빠지면서 8강 진출 가능석이 불투명해졌다. 러시아는 스페인과 1차전을 치렀으나, 후안 카를로스 발레론에게 막판에 실점하면서, 또다시 조별 리그 탈락 위기에 빠졌다. 나흘 후, 러시아는 포르투갈에게도 0-2로 패하면서 대회에서 처음으로 탈락을 확정지은 팀이 되었다. 그리스와의 최종전에서 러시아는 드미트리 키리첸코가 대회에서 가장 이른 골을 터뜨린 것에 힘입어 2-1로 승리를 쟁취해 유종의 미를 거두었다.
2006년 FIFA 월드컵 예선에서 러시아는 포르투갈, 슬로바키아, 에스토니아, 라트비아, 룩셈부르크, 그리고 리히텐슈타인과 3조에 들어갔다. 러시아는 2004년 9월 4일, 모스크바에서 슬로바키아와 1-1로 비기는 것으로 시작하여 룩셈부르크를 4-0으로 이겼으나, 리스본에서 포르투갈에게 1-7 대패를 당하였고, 이는 러시아 국가대표팀 역사상 최악의 패배였다. 에스토니아와 리히텐슈타인전 승리로 러시아는 정상 궤도를 찾은 것으로 보였으나, 2005년 3월 30일, 탈린에서 에스토니아에게 1-1로 비긴 것으로 인해 게오르기 야르체프 감독의 임기가 성적 부진으로 끝났다. 유리 쇼민 신임 감독의 지휘 하에, 러시아는 라트비아전 2-0 승리로 본선행의 희망을 이어나갔으나, 2005년 8월 17일에 리가에서 라트비아와 1-1로 비겼다. 러시아는 리히텐슈타인전과 룩셈부르크전에서의 승리와 포르투갈전 0-0 무승부로 다시 살아나는 것으로 보였다. 브라티슬라바에서 열린 슬로바키아전에서 러시아는 승리할 필요가 있었으나, 0-0으로 비기면서 러시아는 골득실차로 슬로바키아에게 플레이오프전 진출권을 내주어야 했다.

### UEFA 유로 2008

#### 예선전

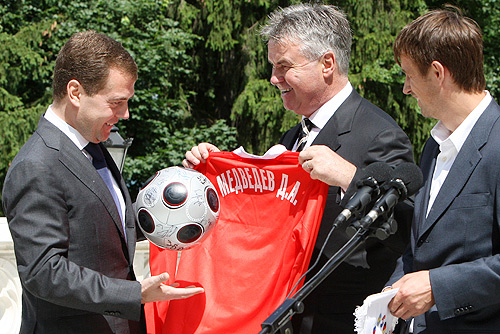
UEFA 유로 2008 준결승 진출의 성적을 낸 후, 드미트리 메드베데프 러시아 대통령을 만난 휘스 히딩크 감독과 미드필더 세르게이 세마크

2006년 FIFA 월드컵 본선행 실패 후, 유리 쇼민 감독은 지휘봉을 내려놓았고, 러시아 축구 협회는 몇 주간 후임 감독을 물색하였다. 이미 거물금 러시아인 감독이 국가대표팀에서 실패를 거둠에 따라 외국인 감독을 내정할 것이 확실해 보였다. 2006년 4월 10일, 오스트레일리아 감독 휘스 히딩크가 UEFA 유로 2008의 예선전에서 러시아를 이끌 것임을 확정지었다.
UEFA 유로 2008 예선전에서, 러시아는 잉글랜드, 크로아티아, 이스라엘, 마케도니아, 에스토니아, 그리고 안도라와 함께 E조에 편성되었다. 예선전 기간 동안, 크로아티아의 선두가 확실시 되는 가운데, 러시아와 잉글랜드가 나머지 본선행 한 자리를 놓고 경합하였다. 러시아는 잉글랜드 원정에서 0-3으로 패하였으나, 모스크바의 홈경기에서도 웨인 루니의 선제골로 끌려갔다. 러시아는 후반전에 로만 파블류첸코의 멀티골에 힘입어 경기를 2-1로 뒤집어 이겼다. 2007년 11월 17일, 러시아는 이스라엘에 1-2로 패하면서 본선행에 빨간불이 켜졌으나, 안도라를 1-0으로 이기는 와중에 크로아티아가 잉글랜드를 3-2로 잡아주면서 승점 1점차로 본선에 안착하였다.

#### 본선
UEFA 유로 2008 본선에서, 러시아는 스웨덴과 UEFA 유로 2004에서도 한 조였던 스페인, 그리스와 함께 D조에 들어갔다. 대회 본선 준비를 위해 세르비아와 친선전을 치르는 가운데, 주포인 파벨 포그레브냐크가 부상으로 대회에서 빠지게 되었다. 러시아는 인스브루크에서 열린 스페인과의 1차전에서 1-4로 패하였으나, 콘스탄틴 지랴노프의 결승골에 힘입어 그리스를 1-0으로 이겼다. 러시아는 최종전에서 로만 파블류첸코와 안드레이 아르샤빈의 연속골로 스웨덴을 2-0으로 격파하였고, 스페인의 뒤를 이어 조 2위로 8강에 진출하였다.
네덜란드와의 8강전에서, 로만 파블류첸코가 후반 시작 10분만에 발리슛으로 선제골을 기록하였다. 경기 종료 4분을 앞두고, 뤼트 판 니스텔로이에게 동점골을 허용해 1-1이 되면서 경기가 연장전으로 이어졌다. 그러나, 러시아는 안드레이 아르샤빈이 좌측 측면을 돌파한 뒤 날린 크로스를 교체 투입된 드미트리 토르빈스키가 골망으로 쳐 넣으면서 다시 리드를 잡았다. 이후, 아르샤빈은 에드빈 판 데르 사르를 너머 경기를 3-1로 마무리짓고, 러시아를 소비에트 연방 해체 이래 첫 주요 대회 준결승전에 올렸다. 준결승전에서 스페인과 재회한 러시아는 0-3으로 패하였다.

### 2010년 FIFA 월드컵 예선
러시아는 4조에서 독일, 핀란드, 웨일스, 아제르바이잔, 그리고 리히텐슈타인과 2010년 FIFA 월드컵 본선 진출권을 놓고 경합하였다. 러시아는 웨일스전 2-1 승리로 시작했으나, 10월 11일에 독일에게 1-2로 패하였다. 러시아는 이후 향상된 기량으로 웨일스 원정에서 3-1로 이겼고, 같은 날 핀란드가 리히텐슈타인과 1-1로 비기면서 최소 플레이오프 진출권을 확보하였다. 루즈니키에서 열린 독일과의 홈경기에서 조 1위가 결정되었는데, 84,500명이 직관하는 이 경기에서 미로슬라프 클로제의 35분 결승골에 의해, 독일의 남아프리카 공화국 직행과 러시아의 플레이오프행이 판가름 났다.
11월 14일, 러시아는 슬로베니아와 플레이오프전에서 맞대결을 벌였고, 1차전에서 디니야르 빌랼레트디노프의 2골로 승리를 거두었다. 그러나, 러시아는 마리보르 원정에서 0-1로 패하면서 원정 다득점 원칙에 따라 슬로베니아가 본선에 진출하였다. 2010년 2월 13일, 본래 6월 30일에 계약이 만료될 예정이었던 히딩크는 러시아와 결별할 것임을 확정지었다.

### UEFA 유로 2012
러시아는 슬로바키아, 아일랜드, 마케도니아, 아르메니아, 그리고 안도라를 제치고 B조 1위로 UEFA 유로 2012 본선에 직행하였다.
러시아는 폴란드, 체코, 그리고 그리스와 함께 A조에 편성되었다. 딕 아드보카트가 이끄는 러시아는 체코와의 1차전에서 4-1로 이기는 것으로 쾌조의 시작을 끊어 승점 3점으로 조 선두에 올랐다. 그러나, 러시아는 폴란드와 1-1로 비기고, 그리스에게 0-1로 지면서 탈락하였다.

### 2014년 FIFA 월드컵

#### 예선
2012년 7월, 앞서 2월에 잉글랜드 국가대표팀 감독직을 사임한 이탈리아인 파비오 카펠로가 러시아 국가대표팀 지휘봉을 잡았다.
FIFA 월드컵 예선전에서 러시아는 F조에 편성되어 아제르바이잔과의 최종전에서 1-1로 비기는 것으로 조 1위를 차지해 본선에 직행하였다. 2014년 1월, 본선행 확정 후, 카펠로는 4년 계약 연장 제의를 받아 러시아에서 열릴 2018년 FIFA 월드컵까지 국가대표팀을 지휘할 기회를 잡았다.
| 팀           | 전 | 승 | 무 | 패 | 득 | 실 | 차  | 점 |
| ------------ | -- | -- | -- | -- | -- | -- | --- | -- |
| 러시아       | 10 | 7  | 1  | 2  | 20 | 5  | +15 | 22 |
| 포르투갈     | 10 | 6  | 3  | 1  | 20 | 9  | +11 | 21 |
| 이스라엘     | 10 | 3  | 5  | 2  | 19 | 14 | +5  | 14 |
| 아제르바이잔 | 10 | 1  | 6  | 3  | 7  | 11 | -4  | 9  |
| 북아일랜드   | 10 | 1  | 4  | 5  | 9  | 17 | -8  | 7  |
| 룩셈부르크   | 10 | 1  | 3  | 6  | 7  | 26 | -19 | 6  |

|              | 포르투갈 | 러시아 | 이스라엘 | 북아일랜드 | 아제르바이잔 | 룩셈부르크 |
| ------------ | -------- | ------ | -------- | ---------- | ------------ | ---------- |
| 포르투갈     | –        | 1:0    | 1:1      | 1:1        | 3:0          | 3:0        |
| 러시아       | 1:0      | –      | 3:1      | 2:0        | 1:0          | 4:1        |
| 이스라엘     | 3:3      | 0:4    | –        | 1:1        | 1:1          | 3:0        |
| 북아일랜드   | 2:4      | 1:0    | 0:2      | –          | 1:1          | 1:1        |
| 아제르바이잔 | 0:2      | 1:1    | 1:1      | 2:0        | –            | 1:1        |
| 룩셈부르크   | 1:2      | 0:4    | 0:6      | 3:2        | 0:0          | –          |

#### 본선
| 팀       | 경기 | 승 | 무 | 패 | 득 | 실 | 차 | 승점 |
| -------- | ---- | -- | -- | -- | -- | -- | -- | ---- |
| 벨기에   | 3    | 3  | 0  | 0  | 4  | 1  | +3 | 9    |
| 알제리   | 3    | 1  | 1  | 1  | 6  | 5  | +1 | 4    |
| 러시아   | 3    | 0  | 2  | 1  | 2  | 3  | −1 | 2    |
| 대한민국 | 3    | 0  | 1  | 2  | 3  | 6  | −3 | 1    |

러시아는 대한민국, 벨기에, 그리고 알제리와 함께 H조에 편성되었다.
대한민국과의 1차전에서 이고리 아킨페예프 골키퍼가 이근호의 슛을 선방하다가 실수를 저질렀는데, 그의 손을 맞고 떨어진 공은 골라인 안으로 굴러들어가 대한민국에게 0-1 리드를 내주었다. 러시아는 교체 투입된 알렉산드르 케르자코프가 동점골을 넣으면서 경기를 1-1로 마쳤고, 케르자코프는 종전에 블라디미르 베스차스트니흐가 세운 러시아 국가대표팀 최다 득점 기록인 26골과 동률을 이루었다. 마라카낭에서 열린 벨기에와의 2차전에서 러시아는 88분에 벨기에의 교체 선수 디보크 오리기가 결승골을 넣기 전까지 0-0으로 막아내었다. 러시아는 알제리와의 6월 26일 조별 리그 최종전에서 1-1로 비기면서 16강 진출권을 알제리로부터 뺏는데 실패하였다. 러시아가 이 경기에서 승리할 경우 16강 진출 가능성이 높았고, 6분만에 알렉산드르 코코린의 1-0 선제골로 앞서나갔다. 경기 60분, 아킨페예프가 알제리의 프리킥을 방어하는 과정에 얼굴이 녹색 레이저의 공격을 받았다. 이 프리킥을 이슬람 슬리마니가 동점골로 연결하였다. 아킨페예프 골키퍼와 파비오 카펠로 감독 둘다 레이저 공격이 동점골 실점에 결정적인 영향을 끼쳤다고 주장하였다.

### UEFA 유로 2016
러시아는 오스트리아에 이어 스웨덴을 플레이오프로 밀어내고 몬테네그로, 리히텐슈타인, 몰도바를 제치고 G조 2위로 UEFA 유로 2016 본선에 직행하였다.
| 팀           | 경기 | 승 | 무 | 패 | 득 | 실 | 차  | 승점 |
| ------------ | ---- | -- | -- | -- | -- | -- | --- | ---- |
| 오스트리아   | 10   | 9  | 1  | 0  | 22 | 5  | +17 | 28   |
| 러시아       | 10   | 6  | 2  | 2  | 21 | 5  | +16 | 20   |
| 스웨덴       | 10   | 5  | 3  | 2  | 15 | 9  | +6  | 18   |
| 몬테네그로   | 10   | 3  | 2  | 5  | 10 | 13 | -3  | 11   |
| 리히텐슈타인 | 10   | 1  | 2  | 7  | 2  | 26 | -24 | 5    |
| 몰도바       | 10   | 0  | 2  | 8  | 4  | 16 | -12 | 2    |

|              | 오스트리아 | 러시아 | 스웨덴 | 몬테네그로 | 리히텐슈타인 | 몰도바 |
| ------------ | ---------- | ------ | ------ | ---------- | ------------ | ------ |
| 오스트리아   | –          | 1-0    | 1-1    | 1-0        | 3-0          | 1-0    |
| 러시아       | 0-1        | –      | 1-0    | 2-0        | 4-0          | 1-1    |
| 스웨덴       | 1-4        | 1-1    | –      | 3-1        | 2-0          | 2-0    |
| 몬테네그로   | 2-3        | 0-3*   | 1-1    | –          | 2-0          | 2-0    |
| 리히텐슈타인 | 0-5        | 0-7    | 0-2    | 0-0        | –            | 1-1    |
| 몰도바       | 1-2        | 1-2    | 0-2    | 0-2        | 0-1          | –      |

러시아는 폴란드, 체코, 그리고 그리스와 함께 B조에 편성되었다. 레오니트 슬루츠키가 이끄는 러시아는 잉글랜드와 1-1로 극적으로 비겼으나, 슬로바키아에게 1-2로, 웨일즈에게 0-3으로 져서 조4위로 탈락하였다. 러시아 대 잉글랜드  경기가 1-1로 무승부로 끝난 전후에 경기장 관중석과 장외에서 양팀 훌리건 간 난동과 패싸움이 일어나서 러시아 축구협회가 벌금형, 러시아 축구 국가대표팀이 유로 2016 본선 실격유예(또 난동 일어나면 자동실격) 징계를 받았다. 훌리건 난동 이후 상당수 러시아인 서포터들이 프랑스에서 강제 추방되었다.
| 팀         | 경기 | 승 | 무 | 패 | 득 | 실 | 차 | 승점 |
| ---------- | ---- | -- | -- | -- | -- | -- | -- | ---- |
| 웨일스     | 3    | 2  | 0  | 1  | 6  | 3  | +3 | 6    |
| 잉글랜드   | 3    | 1  | 2  | 0  | 3  | 2  | +1 | 5    |
| 슬로바키아 | 3    | 1  | 1  | 1  | 3  | 3  | 0  | 4    |
| 러시아     | 3    | 0  | 1  | 2  | 2  | 6  | −4 | 1    |

### 2018년 FIFA 월드컵
러시아는 2018년 FIFA 월드컵 개최국으로 선정되었다.

#### 본선
| 팀             | 경기 | 승 | 무 | 패 | 득 | 실 | 차 | 승점 |
| -------------- | ---- | -- | -- | -- | -- | -- | -- | ---- |
| 우루과이       | 3    | 3  | 0  | 0  | 5  | 0  | +5 | 9    |
| 러시아         | 3    | 2  | 0  | 1  | 8  | 4  | +4 | 6    |
| 사우디아라비아 | 3    | 1  | 0  | 2  | 2  | 7  | −5 | 3    |
| 이집트         | 3    | 0  | 0  | 3  | 2  | 6  | −4 | 0    |

러시아는 사우디아라비아, 이집트, 그리고 우루과이와 함께 A조에 편성되었다.
그러나 일련의 부진한 결과에도 불구하고 러시아는 6월 14일에 2018 FIFA 월드컵 개막 경기에서 사우디아라비아를 5-0으로 대파하여 월드컵을 시작했다. 러시아는 6월 19일 이집트를 3-1로 물리 치고 조별 리그 2 차전에서 승리했다.  단 2 경기 만에 목표 골 차이를 +7로 만들었다. 이집트에 대한 승리는 모두 소련으로서의 역할을 했던 1986년 멕시코 월드컵 이후 처음으로 토너먼트 무대로 러시아의 발전을 확보했다. 또한 독립 국가로서의 역사에서 처음으로. 그들은 사우디 아라비아에 우루과이가 1-0으로 승리 한 다음날 공식적으로 그 다음날 16강전에 합류했다.  러시아의 마지막 그룹 경기는 1938년과 1950년 두 차례 월드 챔피언 (1938년과 1950년)과 우루과이의 강국과 맞붙었다. 러시아는 3-0으로 패하면서 말았다. A조에서 2 위를 차지했고, 스페인의 무거운 경기 대회 러시아는 2010년 대회에서 우승을 차지했다. 러시아는 주요 선수 대다수를 지휘 한 스페인과 비교하여 극히 약한 팀을 지냈다. 이 모든 노력에도 불구하고 러시아는 월드컵 역사상 가장 큰 충격 중 하나에서 스페인을 놀라게했다. 성냥 이후에 페널티 킥아웃에서 그들을 때리는 것은 규칙적인 시간에 1-1로 끝났다. BBC 스포츠와 가디언 (Guardian)은 러시아가 경기 이전에 가장 낮은 순위의 팀이었던 것을 고려할 때 가장 큰 대회의 놀라움 중 하나라고 말했으며, 일부는 경쟁에서 최악의 팀 중 하나라고 생각했다. 스페인을 공식적으로 제거한 이아고 아스파스 (Iago Aspas)를 포함한 두 번의 벌칙을 저지른 이고르 아킨페예프 (Igor Askin)는 BBC 스포츠에 의해 맨 오브 더 매치 (Man of the Match)로 선정되었으며 FIFA에서 버드 와이저 맨 오브 더 매치 (공식 토너먼트 맨 오브 더 매치) 소련의 해체 이후 처음으로 러시아가 준준결승에 올랐기 때문에 공식 웹 사이트. 7월 7일 크로아티아와 8 강전을 치른다. 승리는 BBC 스포츠에 의해 기술 된대로, 거친 축하로 러시아의 지지자들과 주민들을 보냈다.
16강전
| 스페인                                       | 1 – 1 (연장전) | 러시아                                      |
| -------------------------------------------- | -------------- | ------------------------------------------- |
| 이그나셰비치 12′ (자책골)                    | 리포트         | 주바 41′ (페널티골)                         |
| 승부차기                                     |                |                                             |
| 이니에스타 · 피케 · 코케 · 라모스 · 아스파스 | 3 – 4          | 스몰로프 · 이그나셰비치 · 골로빈 · 체리셰프 |

8강전
| 러시아                                                     | 2 – 2 (연장전) | 크로아티아                                         |
| ---------------------------------------------------------- | -------------- | -------------------------------------------------- |
| 체리셰프 31′ · 페르난지스 115′                             | 리포트         | 크라마리치 39′ · 비다 101′                         |
| 승부차기                                                   |                |                                                    |
| 스몰로프 · 자고예프 · 페르난지스 · 이그나셰비치 · 쿠자예프 | 3 – 4          | 브로조비치 · 코바치치 · 모드리치 · 비다 · 라키티치 |

### UEFA 유로 2020

#### 예선
러시아는 2019년 3월 벨기에에 원정경기에서 3-1로 졌으나 3일 후 카자흐스탄을 원정경기에서 0-4로 대승하였다. 남은 8경기에서 성적에 따라 조 2위 이상 기록하면 UEFA 유로 2020 본선에 진출할 수 있고, 대회 본선 진출시 유로 2020 본선 조별리그를 러시아 상트페테르부르크 소재 크레스토프스키 경기장에서 홈경기를 치루게 된다.(단, 덴마크가 본선 진출시 본선 조추첨에서 덴마크에서 또는 러시아에서 경기 여부를 추첨으로 결정할 것이다.)
| 순위 | 팀         | 경기 | 승 | 무 | 패 | 득 | 실 | 차  | 승점 | 통과                                          |     | 벨기에 | 러시아 | 스코틀랜드 | 키프로스 | 카자흐스탄 | 산마리노 |
| ---- | ---------- | ---- | -- | -- | -- | -- | -- | --- | ---- | --------------------------------------------- | --- | ------ | ------ | ---------- | -------- | ---------- | -------- |
| 1    | 벨기에     | 10   | 10 | 0  | 0  | 40 | 3  | +37 | 30   | UEFA 유로 2020 본선 직행                      |     | —      | 3-1    | 3-0        | 6-1      | 3-0        | 9-0      |
| 2    | 러시아     | 10   | 8  | 0  | 2  | 33 | 8  | +25 | 24   | UEFA 유로 2020 본선 직행                      |     | 1-4    | —      | 4-0        | 1-0      | 1-0        | 9-0      |
| 3    | 스코틀랜드 | 10   | 5  | 0  | 5  | 16 | 19 | −3  | 15   | UEFA 네이션스리그 순위에 따라 플레이오프 진출 |     | 0-4    | 1-2    | —          | 2-1      | 3-1        | 6-0      |
| 4    | 키프로스   | 10   | 3  | 1  | 6  | 15 | 20 | −5  | 10   |                                               |     | 0-2    | 0-5    | 1-2        | —        | 1-1        | 5-0      |
| 5    | 카자흐스탄 | 10   | 3  | 1  | 6  | 13 | 17 | −4  | 10   |                                               | 0-2 | 0-4    | 3-0    | 1-2        | —        | 4-0        |          |
| 6    | 산마리노   | 10   | 0  | 0  | 10 | 1  | 51 | −50 | 0    |                                               | 0-4 | 0-5    | 0-2    | 0-4        | 1-3      | —          |          |

1. 1 2  승자승 승점: 키프로스 4, 카자흐스탄 1.

#### 본선
B조
| 순위 | 팀         | 경기 | 승 | 무 | 패 | 득 | 실 | 차 | 승점 | 통과        |
| ---- | ---------- | ---- | -- | -- | -- | -- | -- | -- | ---- | ----------- |
| 1    | 벨기에     | 3    | 3  | 0  | 0  | 7  | 1  | +6 | 9    | 16강전 진출 |
| 2    | 덴마크 (H) | 3    | 1  | 0  | 2  | 5  | 4  | +1 | 3    | 16강전 진출 |
| 3    | 핀란드     | 3    | 1  | 0  | 2  | 1  | 3  | −2 | 3    |             |
| 4    | 러시아 (H) | 3    | 1  | 0  | 2  | 2  | 7  | −5 | 3    |             |

1. 1 2 3  승자승 승점: 덴마크 3, 핀란드 3, 러시아 3., 승자승 골득실차: 덴마크 +2, 핀란드 0, 러시아 -2.

### 2022년 FIFA 월드컵
세계 반도핑 기구가 러시아 전종목 국가대표팀 전체를 도핑으로 기소하여 4년간 모든 전세계 스포츠대회 참가금지 명령을 내렸고, 러시아 올림픽 위원회는 스포츠중재재판소에 항소하여 도핑 징계 처분 자체는 CAS가 기각하였으나 전세계 스포츠대회 참가 금지 기간을 2년으로 단축하였다. 2022년 FIFA 월드컵 본선 대회만 러시아 국가대표팀 명의로 참가 금지되며(단, "러시아 출신 FIFA 선수단" 등 명의로 FIFA 허가 받아서 본선 진출시 본선 대회 참가할 수 있다. 이 경우, 러시아 대표팀 유니폼과 러시아 국기 게양과 국가 연주는 금지된다.) UEFA 유로 2020(2021년으로 연기) 본선 대회와 2022년 FIFA 월드컵 유럽 지역 예선 대회는 세계반도핑기구의 러시아 국가대표팀 참가 금지 대상이 아니었다.
러시아는 2021년 3월부터 11월까지 2022년 FIFA 월드컵 유럽 예선 H조에서 크로아티아, 슬로바키아, 슬로베니아, 키프로스, 몰타와 H조에 편성되었고, 팀당 10경기 홈 앤드 어웨이 방식으로 치렀다. 러시아는 예선 H조에서 크로아티아에 이어 2위를 차지하면서 플레이오프에 진출했고, 폴란드, 스웨덴, 체코와 함께 루트 B에 속해 있었다.
그러나 2022년 2월 24일에 러시아가 우크라이나를 침공하면서, 폴란드, 스웨덴, 체코 축구 협회에서는 러시아와의 경기를 거부하겠다는 의사를 밝혔다. 이에 FIFA는 2월 27일에 러시아 축구 국가대표팀에 대해 중립 지대에서 관중 없이 홈 경기를 개최할 것을 명령했다. 또한 러시아 축구 국가대표팀은 "러시아 축구 연합"(RFU) 명의로 참가할 수는 있으나 국기 게양, 국가 연주는 허용하지 않는다고 밝혔다. 그러나 FIFA의 결정에 대한 비판의 목소리가 나오자 FIFA와 UEFA는 2월 28일에 러시아 축구 연합 소속 모든 국가대표팀과 모든 클럽팀들의 국제 경기 참가를 무기한 금지하였다. 이에 따라 러시아는 2022년 FIFA 월드컵에서 지역 예선 탈락 조치되었다. 2022년 5월 2일에는 UEFA의 결정에 따라 2022-23년 UEFA 네이션스리그에서도 경기 없이 리그 B에서 리그 C로 강등당했다. 

#### 예선
| 순위 | 팀         | 경기 | 승 | 무 | 패 | 득 | 실 | 차  | 승점 | 통과                         |     | 크로아티아 | 러시아 | 슬로바키아 | 슬로베니아 | 키프로스 | 몰타 |
| ---- | ---------- | ---- | -- | -- | -- | -- | -- | --- | ---- | ---------------------------- | --- | ---------- | ------ | ---------- | ---------- | -------- | ---- |
| 1    | 크로아티아 | 10   | 7  | 2  | 1  | 21 | 4  | +17 | 23   | 2022년 FIFA 월드컵 본선 직행 |     | —          | 1-0    | 2-2        | 3-0        | 1-0      | 3-0  |
| 2    | 러시아     | 10   | 7  | 1  | 2  | 19 | 6  | +13 | 22   | 실격                         |     | 0-0        | —      | 1-0        | 2-1        | 6-0      | 2-0  |
| 3    | 슬로바키아 | 10   | 3  | 5  | 2  | 17 | 10 | +7  | 14   |                              |     | 0-1        | 2-1    | —          | 2-2        | 2-0      | 2-2  |
| 4    | 슬로베니아 | 10   | 4  | 2  | 4  | 13 | 12 | +1  | 14   |                              | 1-0 | 1-2        | 1-1    | —          | 2-1        | 1-0      |      |
| 5    | 키프로스   | 10   | 1  | 2  | 7  | 4  | 21 | −17 | 5    |                              | 0-3 | 0-2        | 0-0    | 1-0        | —          | 2-2      |      |
| 6    | 몰타       | 10   | 1  | 2  | 7  | 9  | 30 | −21 | 5    |                              | 1-7 | 1-3        | 0-6    | 0-4        | 3-0        | —        |      |

1. ↑  러시아는 원래 플레이오프에 진출했으나 2022년 2월 28일에 러시아의 우크라이나 침공에 따른 FIFA와 UEFA의 제재로 인하여 실격 처리되었다.

|  | 준결승전                   | 준결승전     |                          |   | 결승전 | 결승전 |
|  |                            |              |                          |   |        |        |
|  | 취소                       |              |                          |   |        |        |
|  |                            |              |                          |   |        |        |
|  | 러시아                     | 실격         |                          |   |        |        |
|  | 러시아                     | 실격         | 2022년 3월 29일 - 호주프 |   |        |        |
|  | 폴란드                     | 부전(몰수)승 |                          |   |        |        |
|  | 폴란드                     | 부전(몰수)승 | 폴란드                   | 2 |        |        |
|  | 2022년 3월 24일 - 스톡홀름 |              | 폴란드                   | 2 |        |        |
|  |                            | 스웨덴       | 0                        |   |        |        |
|  | 스웨덴(연)                 | 스웨덴       | 0                        | 1 |        |        |
|  | 스웨덴(연)                 |              |                          | 1 |        |        |
|  | 체코                       | 0            |                          |   |        |        |
|  | 체코                       | 0            |                          |   |        |        |

### UEFA 유로 2024와2026년 FIFA 월드컵
FIFA와 UEFA는 2월 28일에 러시아 축구 연합 소속 모든 국가대표팀과 모든 클럽팀들의 국제 경기 참가를 무기한 금지하였으므로, 2022년 9월 20일 UEFA 회의에서 러시아 국가대표팀이 UEFA 유로 2024 대회 자체를 참가금지되었다. 2024년 11월 18일, FIFA와 UEFA는 러시아 축구 연합 상대 국제 대회 금지 제재를 계속 유지한다라고 선언하여서 러시아 국가대표팀은 2026년 FIFA 월드컵 유럽 예선과 본선 참가가 금지된다.

## 팀 이미지

### 유니폼
소비에트 연방의 해체 후, 러시아 축구 협회는 유니폼을 새롭게 변화시켰고, 제작사도 적색, 백색의 유니폼을 제조하던 아디다스에서 리복으로 변경하였다. 리복은 러시아의 국기를 응용해 적색, 청색, 백색을 사용하였다. 1997년을 기점으로, 나이키는 청색과 백색만을 사용하여 그보다 더 단순한 유니폼을 제작하였다. 2002년 FIFA 월드컵과 UEFA 유로 2004에서 활용된 유니폼은 백색을 기반으로 청색의 무늬를 넣었고, 원정 유니폼은 색상 반전 형식으로 디자인되었다. 2006년 FIFA 월드컵 본선행 실패 후, 나이키는 다시 적색을 원정 유니폼으로 재도입하였고, 홈 유니폼은 백색 색상을 고수하였다. 이러한 경향은 2008년 9월부터 아디다스가 유니폼을 제작할때도 계속되었다. 2009-10 시즌에는 유니폼 디자인이 또다시 대폭 변경되었는데, 홈 유니폼 색상으로 자주색과 금색이 사용되었다. 그러나, 이 조합은 얼마 지나지 않아 2011년에 적색과 백색으로 회귀하였다. UEFA 유로 2012 유니폼으로는 적색 바탕에 금색 줄무늬를 지니며 대각선으로 러시아 국기가 흐르는 형태로 디자인 되었고, 원정 유니폼은 비슷한 디자인의 백색 바탕, 적색 줄무늬 유니폼이었다. 2014년 FIFA 월드컵에서 또다시 자주색, 금색 유니폼이 사용되었는데, 양팔에 러시아 국기색 줄무늬가 붙었고, 유니폼 정면에는 자주색의 밝기에 차이를 주어 우주 정복자의 기념물을 연상케 했다. 2014년 원정 유니폼은 백색과 청색으로 디자인 되었으며, 상의의 하단부는 우주에서 바라본 지구의 모습을 형상화하였다. 칼라의 측면과 후면은 러시아 국기의 색상으로 되어 있다. 2008년부터 러시아 국가대표팀의 유니폼 제작은 아디다스가 맡았다. 그러나 2022년 러시아의 우크라이나 침공의 여파로 인하여 아디다스는 러시아 국가대표팀과의 계약을 해지했다.

### 유니폼 제조사
| 기간      | 용품 스폰서 |
| --------- | ----------- |
| 1992–1993 | 아디다스    |
| 1993–1996 | 리복        |
| 1997–2008 | 나이키      |
| 2008-2022 | 아디다스    |

### 유니폼 변천사
위키미디어 공용에 러시아 축구 국가대표팀 유니폼 관련 미디어 자료가 있습니다.

## 결과 및 일정
승
  무
  패

### 2022년~
FIFA와 UEFA에 의해 무기한 모든 국제경기 참가 금지.

## 코칭스태프

### 역대 감독
| 감독                    | 임기        |
| ----------------------- | ----------- |
| 아나톨리 비쇼베츠       | 1998        |
| 발레리 가자예프         | 2002 ~ 2003 |
| 거스 히딩크             | 2006 ~ 2010 |
| 딕 아드보카트           | 2010 ~ 2012 |
| 파비오 카펠로           | 2012 ~ 2015 |
| 레오니트 슬루츠키       | 2015 ~ 2016 |
| 스타니슬라프 체르체소프 | 2016 ~ 2021 |
| 발레리 카르핀           | 2021 ~      |

## 선수

### 현재 선수 명단
다음은 UEFA 유로 2020에 출전하는 26인 명단이다.
출장 수와 골은 2021년 6월 5일  불가리아전 후 기준.
| 번호 | 위치 | 선수                       | 생년월일 (나이)        | 출전 | 득점 | 소속                    |
| ---- | ---- | -------------------------- | ---------------------- | ---- | ---- | ----------------------- |
| 1    | GK   | 안톤 슈닌                  | 1987년 1월 27일(38세)  | 12   | 0    | 디나모 모스크바         |
| 12   | GK   | 유리 듀핀                  | 1988년 3월 17일(37세)  | 0    | 0    | 루빈 카잔               |
| 16   | GK   | 마트베이 사포노프          | 1999년 2월 25일(26세)  | 1    | 0    | 크라스노다르            |
|      |      |                            |                        |      |      |                         |
| 2    | DF   | 마리우 피게이라 페르난지스 | 1990년 9월 19일(34세)  | 29   | 5    | CSKA 모스크바           |
| 3    | DF   | 이고리 디베예프            | 1999년 9월 27일(25세)  | 4    | 0    | CSKA 모스크바           |
| 4    | DF   | 뱌체슬라프 카라바예프      | 1995년 3월 20일(30세)  | 13   | 2    | 제니트 상트페테르부르크 |
| 5    | DF   | 안드레이 세묘노프          | 1989년 3월 24일(36세)  | 26   | 0    | 아흐마트 그로즈니       |
| 13   | DF   | 표도르 쿠드랴쇼프          | 1987년 4월 5일(38세)   | 44   | 1    | 안탈리아스포르          |
| 14   | DF   | 게오르기 지키야            | 1993년 11월 21일(31세) | 33   | 1    | 스파르타크 모스크바     |
| 18   | DF   | 유리 지르코프              | 1983년 8월 20일(41세)  | 104  | 2    | 제니트 상트페테르부르크 |
| 24   | DF   | 로만 예브게니예프          | 1999년 2월 23일(26세)  | 1    | 0    | 디나모 모스크바         |
|      |      |                            |                        |      |      |                         |
| 6    | MF   | 데니스 체리셰프            | 1990년 12월 26일(34세) | 30   | 12   | 발렌시아                |
| 7    | MF   | 마고메트 오즈도예프        | 1992년 11월 5일(32세)  | 32   | 4    | 제니트 상트페테르부르크 |
| 8    | MF   | 드미트리 바리노프          | 1996년 9월 11일(28세)  | 5    | 0    | 로코모티프 모스크바     |
| 11   | MF   | 로만 조브닌                | 1994년 2월 11일(31세)  | 35   | 0    | 스파르타크 모스크바     |
| 15   | MF   | 알렉세이 미란추크          | 1995년 10월 17일(29세) | 33   | 5    | 아탈란타                |
| 17   | MF   | 알렉산드르 골로빈          | 1996년 5월 30일(29세)  | 38   | 5    | 모나코                  |
| 19   | MF   | 리파트 제말레트디노프      | 1996년 9월 20일(28세)  | 4    | 0    | 로코모티프 모스크바     |
| 20   | MF   | 알렉세이 이오노프          | 1989년 2월 18일(36세)  | 35   | 4    | 크라스노다르            |
| 21   | MF   | 다닐 포민                  | 1997년 3월 2일(28세)   | 4    | 0    | 디나모 모스크바         |
| 23   | MF   | 달레르 쿠자예프            | 1993년 1월 15일(32세)  | 34   | 2    | 제니트 상트페테르부르크 |
| 25   | MF   | 데니스 마카로프            | 1998년 2월 18일(27세)  | 0    | 0    | 루빈 카잔               |
| 26   | MF   | 막심 무힌                  | 2001년 11월 4일(23세)  | 2    | 0    | CSKA 모스크바           |
|      |      |                            |                        |      |      |                         |
| 9    | FW   | 알렉산드르 소볼레프        | 1997년 3월 7일(28세)   | 6    | 3    | 스파르타크 모스크바     |
| 10   | FW   | 안톤 자볼로트니            | 1991년 6월 13일(34세)  | 13   | 1    | CSKA 모스크바           |
| 22   | FW   | 아르툠 주바 (주장)         | 1988년 8월 22일(36세)  | 52   | 29   | 제니트 상트페테르부르크 |

## 개인 기록

### 선수 기록
2021년 6월 1일 기준.
굵은 글씨는 현재 활동 중인 선수, 기울인 글씨는 소련 또는 독립국가연합에서 활동한 선수를 가리킨다.

#### 최다 출장 선수
| 순위 | 이름                      | 국가대표 활동 기간 | 경기 | 골 | 선수 활동 기간 |
| ---- | ------------------------- | ------------------ | ---- | -- | -------------- |
| 1    | 세르게이 이그나셰비치     | 2002-2018          | 127  | 8  | 1999-2018      |
| 2    | 이고리 아킨페예프         | 2004-2018          | 111  | 0  | 2003-현재      |
| 3    | 빅토르 오놉코             | 1992-2004          | 109  | 7  | 1986-2005      |
| 4    | 유리 지르코프             | 2005-현재          | 103  | 2  | 2001-현재      |
| 5    | 바실리 베레주츠키         | 2003-2016          | 101  | 5  | 2001-2018      |
| 6    | 알렉산드르 케르자코프     | 2002-2016          | 91   | 30 | 2001-2017      |
| 7    | 알렉산드르 아뉴코프       | 2004-2013          | 77   | 1  | 2000-2020      |
| 8    | 안드레이 아르샤빈         | 2002-2012          | 75   | 17 | 2000-2015      |
| 9    | 발레리 카르핀             | 1992-2003          | 72   | 17 | 1990-2005      |
| 10   | 블라디미르 베스차스트니흐 | 1992-2003          | 71   | 26 | 1992-2008      |

#### 최다 득점 선수
아래 기록은 2021년 6월 1일을 기준으로 한다. (현역 선수는 굵은 글씨로 나타냄.)
| #  | 이름                      | 활동 기간 | 골 | 경기 | 경기당 평균 골 |
| -- | ------------------------- | --------- | -- | ---- | -------------- |
| 1  | 알렉산드르 케르자코프     | 2002–2016 | 30 | 91   | 0.33           |
| 2  | 아르툠 주바               | 2011-현재 | 29 | 52   | 0.58           |
| 3  | 블라디미르 베스차스트니흐 | 1992–2003 | 26 | 71   | 0.37           |
| 4  | 로만 파블류첸코           | 2003–2012 | 21 | 51   | 0.41           |
| 5  | 발레리 카르핀             | 1992–2003 | 17 | 72   | 0.24           |
| 5  | 안드레이 아르샤빈         | 2002–2012 | 20 | 75   | 0.23           |
| 7  | 드미트리 시초프           | 2002–2010 | 15 | 47   | 0.32           |
| 8  | 표도르 스몰로프           | 2012–현재 | 14 | 39   | 0.36           |
| 9  | 로만 시로코프             | 2008–2016 | 13 | 57   | 0.23           |
| 10 | 데니스 체리셰프           | 2012–현재 | 12 | 30   | 0.40           |
| 10 | 이고리 콜리바노프         | 1992–1998 | 12 | 35   | 0.34           |
| 10 | 알렉산드르 코코린         | 2011–현재 | 12 | 48   | 0.25           |

## 국제대회 기록

### FIFA 월드컵
1930년부터 1990년까지는 소련의 기록이다.
| FIFA 월드컵 본선 기록 | FIFA 월드컵 본선 기록                        | FIFA 월드컵 본선 기록                        | FIFA 월드컵 본선 기록                        | FIFA 월드컵 본선 기록                        | FIFA 월드컵 본선 기록                        | FIFA 월드컵 본선 기록                        | FIFA 월드컵 본선 기록                        | FIFA 월드컵 본선 기록                        | FIFA 월드컵 본선 기록                        | FIFA 월드컵 예선 기록                   | FIFA 월드컵 예선 기록                   | FIFA 월드컵 예선 기록                   | FIFA 월드컵 예선 기록                   | FIFA 월드컵 예선 기록                   | FIFA 월드컵 예선 기록                   | FIFA 월드컵 예선 기록                   |
| 년도                  | 결과                                         | 순위                                         | 경기                                         | 승                                           | 무*                                          | 패                                           | 득점                                         | 실점                                         | 승점                                         | 경기                                    | 승                                      | 무*                                     | 패                                      | 득점                                    | 실점                                    | 승점                                    |
| --------------------- | -------------------------------------------- | -------------------------------------------- | -------------------------------------------- | -------------------------------------------- | -------------------------------------------- | -------------------------------------------- | -------------------------------------------- | -------------------------------------------- | -------------------------------------------- | --------------------------------------- | --------------------------------------- | --------------------------------------- | --------------------------------------- | --------------------------------------- | --------------------------------------- | --------------------------------------- |
| 1930년                | 불참                                         | 불참                                         | 불참                                         | 불참                                         | 불참                                         | 불참                                         | 불참                                         | 불참                                         | 불참                                         | 불참                                    | 불참                                    | 불참                                    | 불참                                    | 불참                                    | 불참                                    | 불참                                    |
| 1934년                | 불참                                         | 불참                                         | 불참                                         | 불참                                         | 불참                                         | 불참                                         | 불참                                         | 불참                                         | 불참                                         | 불참                                    | 불참                                    | 불참                                    | 불참                                    | 불참                                    | 불참                                    | 불참                                    |
| 1938년                | 불참                                         | 불참                                         | 불참                                         | 불참                                         | 불참                                         | 불참                                         | 불참                                         | 불참                                         | 불참                                         | 불참                                    | 불참                                    | 불참                                    | 불참                                    | 불참                                    | 불참                                    | 불참                                    |
| 1950년                | 불참                                         | 불참                                         | 불참                                         | 불참                                         | 불참                                         | 불참                                         | 불참                                         | 불참                                         | 불참                                         | 불참                                    | 불참                                    | 불참                                    | 불참                                    | 불참                                    | 불참                                    | 불참                                    |
| 1954년                | 불참                                         | 불참                                         | 불참                                         | 불참                                         | 불참                                         | 불참                                         | 불참                                         | 불참                                         | 불참                                         | 불참                                    | 불참                                    | 불참                                    | 불참                                    | 불참                                    | 불참                                    | 불참                                    |
| 1958년                | 8강                                          | 6위                                          | 5                                            | 2                                            | 1                                            | 2                                            | 5                                            | 6                                            | 7                                            | 5                                       | 4                                       | 0                                       | 1                                       | 18                                      | 3                                       | 12                                      |
| 1962년                | 8강                                          | 6위                                          | 4                                            | 2                                            | 1                                            | 1                                            | 9                                            | 7                                            | 7                                            | 4                                       | 4                                       | 0                                       | 0                                       | 11                                      | 3                                       | 12                                      |
| 1966년                | 4위                                          | 4위                                          | 6                                            | 4                                            | 0                                            | 2                                            | 10                                           | 6                                            | 12                                           | 6                                       | 5                                       | 0                                       | 1                                       | 19                                      | 6                                       | 15                                      |
| 1970년                | 8강                                          | 5위                                          | 4                                            | 2                                            | 1                                            | 1                                            | 6                                            | 2                                            | 7                                            | 4                                       | 3                                       | 1                                       | 0                                       | 8                                       | 1                                       | 10                                      |
| 1974년                | 플레이오프 도중 실격                         | 플레이오프 도중 실격                         | 플레이오프 도중 실격                         | 플레이오프 도중 실격                         | 플레이오프 도중 실격                         | 플레이오프 도중 실격                         | 플레이오프 도중 실격                         | 플레이오프 도중 실격                         | 플레이오프 도중 실격                         | 5                                       | 3                                       | 1                                       | 1                                       | 5                                       | 2                                       | 10                                      |
| 1978년                | 예선 탈락                                    | 예선 탈락                                    | 예선 탈락                                    | 예선 탈락                                    | 예선 탈락                                    | 예선 탈락                                    | 예선 탈락                                    | 예선 탈락                                    | 예선 탈락                                    | 4                                       | 2                                       | 0                                       | 2                                       | 5                                       | 3                                       | 6                                       |
| 1982년                | 2라운드                                      | 7위                                          | 5                                            | 2                                            | 2                                            | 1                                            | 7                                            | 4                                            | 8                                            | 8                                       | 6                                       | 2                                       | 0                                       | 20                                      | 2                                       | 20                                      |
| 1986년                | 16강                                         | 10위                                         | 4                                            | 2                                            | 1                                            | 1                                            | 12                                           | 5                                            | 7                                            | 8                                       | 4                                       | 2                                       | 2                                       | 13                                      | 8                                       | 14                                      |
| 1990년                | 조별리그                                     | 17위                                         | 3                                            | 1                                            | 0                                            | 2                                            | 4                                            | 4                                            | 3                                            | 8                                       | 4                                       | 3                                       | 1                                       | 11                                      | 4                                       | 15                                      |
| 1994년                | 조별리그                                     | 18위                                         | 3                                            | 1                                            | 0                                            | 2                                            | 7                                            | 6                                            | 3                                            | 8                                       | 5                                       | 2                                       | 1                                       | 15                                      | 4                                       | 17                                      |
| 1998년                | 예선 탈락                                    | 예선 탈락                                    | 예선 탈락                                    | 예선 탈락                                    | 예선 탈락                                    | 예선 탈락                                    | 예선 탈락                                    | 예선 탈락                                    | 예선 탈락                                    | 10                                      | 5                                       | 3                                       | 2                                       | 20                                      | 7                                       | 18                                      |
| 2002년                | 조별리그                                     | 22위                                         | 3                                            | 1                                            | 0                                            | 2                                            | 4                                            | 4                                            | 3                                            | 10                                      | 7                                       | 2                                       | 1                                       | 18                                      | 5                                       | 23                                      |
| 2006년                | 예선 탈락                                    | 예선 탈락                                    | 예선 탈락                                    | 예선 탈락                                    | 예선 탈락                                    | 예선 탈락                                    | 예선 탈락                                    | 예선 탈락                                    | 예선 탈락                                    | 12                                      | 6                                       | 5                                       | 1                                       | 23                                      | 12                                      | 23                                      |
| 2010년                | 예선 탈락                                    | 예선 탈락                                    | 예선 탈락                                    | 예선 탈락                                    | 예선 탈락                                    | 예선 탈락                                    | 예선 탈락                                    | 예선 탈락                                    | 예선 탈락                                    | 12                                      | 8                                       | 1                                       | 3                                       | 21                                      | 8                                       | 25                                      |
| 2014년                | 조별리그                                     | 24위                                         | 3                                            | 0                                            | 2                                            | 1                                            | 2                                            | 3                                            | 2                                            | 10                                      | 8                                       | 1                                       | 1                                       | 17                                      | 5                                       | 25                                      |
| 2018년                | 8강                                          | 8위                                          | 4                                            | 2                                            | 2                                            | 1                                            | 9                                            | 7                                            | 8                                            | 자동 참가(개최국)                       | 자동 참가(개최국)                       | 자동 참가(개최국)                       | 자동 참가(개최국)                       | 자동 참가(개최국)                       | 자동 참가(개최국)                       | 자동 참가(개최국)                       |
| 2022년                | 출전 금지 유럽 예선 PO 직전 출전 금지로 실격 | 출전 금지 유럽 예선 PO 직전 출전 금지로 실격 | 출전 금지 유럽 예선 PO 직전 출전 금지로 실격 | 출전 금지 유럽 예선 PO 직전 출전 금지로 실격 | 출전 금지 유럽 예선 PO 직전 출전 금지로 실격 | 출전 금지 유럽 예선 PO 직전 출전 금지로 실격 | 출전 금지 유럽 예선 PO 직전 출전 금지로 실격 | 출전 금지 유럽 예선 PO 직전 출전 금지로 실격 | 출전 금지 유럽 예선 PO 직전 출전 금지로 실격 | 10                                      | 7                                       | 1                                       | 2                                       | 19                                      | 6                                       | 22                                      |
| 2026년                | 출전 금지                                    | 출전 금지                                    | 출전 금지                                    | 출전 금지                                    | 출전 금지                                    | 출전 금지                                    | 출전 금지                                    | 출전 금지                                    | 출전 금지                                    | 출전 금지                               | 출전 금지                               | 출전 금지                               | 출전 금지                               | 출전 금지                               | 출전 금지                               | 출전 금지                               |
| 합계                  | 11회 진출(11/22)                             | 4위(1회)                                     | 44                                           | 19                                           | 8                                            | 17                                           | 75                                           | 54                                           | 65                                           | 114                                     | 73                                      | 23                                      | 18                                      | 227                                     | 73                                      | 242                                     |
| 순위                  | FIFA 월드컵 역대 순위 : 13위                 | FIFA 월드컵 역대 순위 : 13위                 | FIFA 월드컵 역대 순위 : 13위                 | FIFA 월드컵 역대 순위 : 13위                 | FIFA 월드컵 역대 순위 : 13위                 | FIFA 월드컵 역대 순위 : 13위                 | FIFA 월드컵 역대 순위 : 13위                 | FIFA 월드컵 역대 순위 : 13위                 | FIFA 월드컵 역대 순위 : 13위                 | 월드컵 예선 승점 순위 : 19위(유럽 10위) | 월드컵 예선 승점 순위 : 19위(유럽 10위) | 월드컵 예선 승점 순위 : 19위(유럽 10위) | 월드컵 예선 승점 순위 : 19위(유럽 10위) | 월드컵 예선 승점 순위 : 19위(유럽 10위) | 월드컵 예선 승점 순위 : 19위(유럽 10위) | 월드컵 예선 승점 순위 : 19위(유럽 10위) |

### UEFA 유럽 축구 선수권 대회
| UEFA 유로 대회 본선 | UEFA 유로 대회 본선                   | UEFA 유로 대회 본선                   | UEFA 유로 대회 본선                   | UEFA 유로 대회 본선                   | UEFA 유로 대회 본선                   | UEFA 유로 대회 본선                   | UEFA 유로 대회 본선                   | UEFA 유로 대회 본선                   | UEFA 유로 대회 본선                   | UEFA 유로 대회 예선       | UEFA 유로 대회 예선       | UEFA 유로 대회 예선       | UEFA 유로 대회 예선       | UEFA 유로 대회 예선       | UEFA 유로 대회 예선       | UEFA 유로 대회 예선       |
| 년도                | 결과                                  | 순위                                  | 경기                                  | 승                                    | 무*                                   | 패                                    | 득점                                  | 실점                                  | 승점                                  | 경기                      | 승                        | 무*                       | 패                        | 득점                      | 실점                      | 승점                      |
| ------------------- | ------------------------------------- | ------------------------------------- | ------------------------------------- | ------------------------------------- | ------------------------------------- | ------------------------------------- | ------------------------------------- | ------------------------------------- | ------------------------------------- | ------------------------- | ------------------------- | ------------------------- | ------------------------- | ------------------------- | ------------------------- | ------------------------- |
| 1960년              | 우승                                  | 1위                                   | 2                                     | 2                                     | 0                                     | 0                                     | 5                                     | 1                                     | 6                                     | 2                         | 2                         | 0                         | 0                         | 4                         | 1                         | 6                         |
| 1964년              | 준우승                                | 2위                                   | 2                                     | 1                                     | 0                                     | 1                                     | 4                                     | 2                                     | 3                                     | 4                         | 2                         | 2                         | 0                         | 7                         | 3                         | 8                         |
| 1968년              | 준결승                                | 4위                                   | 2                                     | 0                                     | 1                                     | 1                                     | 0                                     | 2                                     | 1                                     | 8                         | 6                         | 0                         | 2                         | 19                        | 8                         | 18                        |
| 1972년              | 준우승                                | 2위                                   | 2                                     | 1                                     | 0                                     | 1                                     | 1                                     | 3                                     | 3                                     | 8                         | 5                         | 3                         | 0                         | 16                        | 4                         | 18                        |
| 1976년              | 예선 탈락                             | 예선 탈락                             | 예선 탈락                             | 예선 탈락                             | 예선 탈락                             | 예선 탈락                             | 예선 탈락                             | 예선 탈락                             | 예선 탈락                             | 8                         | 4                         | 1                         | 3                         | 12                        | 10                        | 13                        |
| 1980년              | 예선 탈락                             | 예선 탈락                             | 예선 탈락                             | 예선 탈락                             | 예선 탈락                             | 예선 탈락                             | 예선 탈락                             | 예선 탈락                             | 예선 탈락                             | 6                         | 1                         | 3                         | 2                         | 7                         | 8                         | 6                         |
| 1984년              | 예선 탈락                             | 예선 탈락                             | 예선 탈락                             | 예선 탈락                             | 예선 탈락                             | 예선 탈락                             | 예선 탈락                             | 예선 탈락                             | 예선 탈락                             | 6                         | 4                         | 1                         | 1                         | 11                        | 2                         | 13                        |
| 1988년              | 준우승                                | 2위                                   | 5                                     | 3                                     | 1                                     | 1                                     | 7                                     | 4                                     | 10                                    | 8                         | 5                         | 3                         | 0                         | 14                        | 3                         | 18                        |
| 1992년              | 조별리그                              | 8위                                   | 3                                     | 0                                     | 2                                     | 1                                     | 1                                     | 4                                     | 2                                     | 8                         | 5                         | 3                         | 0                         | 13                        | 2                         | 18                        |
| 1996년              | 조별리그                              | 14위                                  | 3                                     | 0                                     | 1                                     | 2                                     | 4                                     | 8                                     | 1                                     | 10                        | 8                         | 2                         | 0                         | 34                        | 5                         | 26                        |
| 2000년              | 예선 탈락                             | 예선 탈락                             | 예선 탈락                             | 예선 탈락                             | 예선 탈락                             | 예선 탈락                             | 예선 탈락                             | 예선 탈락                             | 예선 탈락                             | 10                        | 6                         | 1                         | 3                         | 22                        | 12                        | 19                        |
| 2004년              | 조별리그                              | 10위                                  | 3                                     | 1                                     | 0                                     | 2                                     | 2                                     | 4                                     | 3                                     | 10                        | 5                         | 3                         | 2                         | 20                        | 12                        | 18                        |
| 2008년              | 준결승                                | 3위                                   | 5                                     | 3                                     | 0                                     | 2                                     | 7                                     | 8                                     | 9                                     | 12                        | 7                         | 3                         | 2                         | 18                        | 7                         | 24                        |
| 2012년              | 조별리그                              | 9위                                   | 3                                     | 1                                     | 1                                     | 1                                     | 5                                     | 3                                     | 4                                     | 10                        | 7                         | 2                         | 1                         | 17                        | 4                         | 23                        |
| 2016                | 조별리그                              | 23위                                  | 3                                     | 0                                     | 1                                     | 2                                     | 2                                     | 6                                     | 1                                     | 10                        | 6                         | 2                         | 2                         | 21                        | 5                         | 20                        |
| 2020                | 조별리그                              | 19위                                  | 3                                     | 1                                     | 0                                     | 2                                     | 2                                     | 7                                     | 3                                     | 10                        | 8                         | 0                         | 2                         | 33                        | 8                         | 24                        |
| 2024                | 출전 금지                             | 출전 금지                             | 출전 금지                             | 출전 금지                             | 출전 금지                             | 출전 금지                             | 출전 금지                             | 출전 금지                             | 출전 금지                             | 출전 금지                 | 출전 금지                 | 출전 금지                 | 출전 금지                 | 출전 금지                 | 출전 금지                 | 출전 금지                 |
| 합계                | 12회 진출(12/16)                      | 우승(1회)                             | 36                                    | 13                                    | 7                                     | 16                                    | 40                                    | 52                                    | 46                                    | 130                       | 81                        | 29                        | 20                        | 268                       | 94                        | 272                       |
| 순위                | UEFA 유럽 축구 선수권 대회 순위 : 9위 | UEFA 유럽 축구 선수권 대회 순위 : 9위 | UEFA 유럽 축구 선수권 대회 순위 : 9위 | UEFA 유럽 축구 선수권 대회 순위 : 9위 | UEFA 유럽 축구 선수권 대회 순위 : 9위 | UEFA 유럽 축구 선수권 대회 순위 : 9위 | UEFA 유럽 축구 선수권 대회 순위 : 9위 | UEFA 유럽 축구 선수권 대회 순위 : 9위 | UEFA 유럽 축구 선수권 대회 순위 : 9위 | 유로 예선 승점 순위 : 3위 | 유로 예선 승점 순위 : 3위 | 유로 예선 승점 순위 : 3위 | 유로 예선 승점 순위 : 3위 | 유로 예선 승점 순위 : 3위 | 유로 예선 승점 순위 : 3위 | 유로 예선 승점 순위 : 3위 |

### FIFA 컨페더레이션스컵
| FIFA 컨페더레이션스컵 기록 | FIFA 컨페더레이션스컵 기록            | FIFA 컨페더레이션스컵 기록            | FIFA 컨페더레이션스컵 기록            | FIFA 컨페더레이션스컵 기록            | FIFA 컨페더레이션스컵 기록            | FIFA 컨페더레이션스컵 기록            | FIFA 컨페더레이션스컵 기록            | FIFA 컨페더레이션스컵 기록            | FIFA 컨페더레이션스컵 기록            |
| 년도                       | 결과                                  | 순위                                  | 경기                                  | 승                                    | 무*                                   | 패                                    | 득점                                  | 실점                                  | 승점                                  |
| -------------------------- | ------------------------------------- | ------------------------------------- | ------------------------------------- | ------------------------------------- | ------------------------------------- | ------------------------------------- | ------------------------------------- | ------------------------------------- | ------------------------------------- |
| 1992년                     | 진출 실패                             | 진출 실패                             | 진출 실패                             | 진출 실패                             | 진출 실패                             | 진출 실패                             | 진출 실패                             | 진출 실패                             | 진출 실패                             |
| 1995년                     | 진출 실패                             | 진출 실패                             | 진출 실패                             | 진출 실패                             | 진출 실패                             | 진출 실패                             | 진출 실패                             | 진출 실패                             | 진출 실패                             |
| 1997년                     | 진출 실패                             | 진출 실패                             | 진출 실패                             | 진출 실패                             | 진출 실패                             | 진출 실패                             | 진출 실패                             | 진출 실패                             | 진출 실패                             |
| 1999년                     | 진출 실패                             | 진출 실패                             | 진출 실패                             | 진출 실패                             | 진출 실패                             | 진출 실패                             | 진출 실패                             | 진출 실패                             | 진출 실패                             |
| 2001년                     | 진출 실패                             | 진출 실패                             | 진출 실패                             | 진출 실패                             | 진출 실패                             | 진출 실패                             | 진출 실패                             | 진출 실패                             | 진출 실패                             |
| 2003년                     | 진출 실패                             | 진출 실패                             | 진출 실패                             | 진출 실패                             | 진출 실패                             | 진출 실패                             | 진출 실패                             | 진출 실패                             | 진출 실패                             |
| 2005년                     | 진출 실패                             | 진출 실패                             | 진출 실패                             | 진출 실패                             | 진출 실패                             | 진출 실패                             | 진출 실패                             | 진출 실패                             | 진출 실패                             |
| 2009년                     | 진출 실패                             | 진출 실패                             | 진출 실패                             | 진출 실패                             | 진출 실패                             | 진출 실패                             | 진출 실패                             | 진출 실패                             | 진출 실패                             |
| 2013년                     | 진출 실패                             | 진출 실패                             | 진출 실패                             | 진출 실패                             | 진출 실패                             | 진출 실패                             | 진출 실패                             | 진출 실패                             | 진출 실패                             |
| 2017년                     | 조별리그                              | 5위                                   | 3                                     | 1                                     | 0                                     | 2                                     | 3                                     | 3                                     | 3                                     |
| 합계                       | 1회 진출(1/10)                        | 조별리그(1회)                         | 3                                     | 1                                     | 0                                     | 2                                     | 3                                     | 3                                     | 3                                     |
| 순위                       | FIFA 컨페더레이션스컵 역대 순위: 24위 | FIFA 컨페더레이션스컵 역대 순위: 24위 | FIFA 컨페더레이션스컵 역대 순위: 24위 | FIFA 컨페더레이션스컵 역대 순위: 24위 | FIFA 컨페더레이션스컵 역대 순위: 24위 | FIFA 컨페더레이션스컵 역대 순위: 24위 | FIFA 컨페더레이션스컵 역대 순위: 24위 | FIFA 컨페더레이션스컵 역대 순위: 24위 | FIFA 컨페더레이션스컵 역대 순위: 24위 |

### 하계 올림픽
| 올림픽 축구 기록                  | 올림픽 축구 기록 | 올림픽 축구 기록 | 올림픽 축구 기록 | 올림픽 축구 기록 | 올림픽 축구 기록 | 올림픽 축구 기록 | 올림픽 축구 기록 | 올림픽 축구 기록 | 올림픽 축구 기록 |
| 년도                              | 결과             | 순위             | 경기             | 승               | 무*              | 패               | 득점             | 실점             | 승점             |
| --------------------------------- | ---------------- | ---------------- | ---------------- | ---------------- | ---------------- | ---------------- | ---------------- | ---------------- | ---------------- |
| 1900년                            | 불참             | 불참             | 불참             | 불참             | 불참             | 불참             | 불참             | 불참             | 불참             |
| 1904년                            | 불참             | 불참             | 불참             | 불참             | 불참             | 불참             | 불참             | 불참             | 불참             |
| 1908년                            | 불참             | 불참             | 불참             | 불참             | 불참             | 불참             | 불참             | 불참             | 불참             |
| 1912년                            | 8강              | 6위              | 0                | 0                | 0                | 1                | 1                | 2                | 0                |
| 1920년                            | 없음             | 없음             | 없음             | 없음             | 없음             | 없음             | 없음             | 없음             | 없음             |
| 1924년                            | 불참             | 불참             | 불참             | 불참             | 불참             | 불참             | 불참             | 불참             | 불참             |
| 1928년                            | 불참             | 불참             | 불참             | 불참             | 불참             | 불참             | 불참             | 불참             | 불참             |
| 1936년                            | 불참             | 불참             | 불참             | 불참             | 불참             | 불참             | 불참             | 불참             | 불참             |
| 1948년                            | 불참             | 불참             | 불참             | 불참             | 불참             | 불참             | 불참             | 불참             | 불참             |
| 1952년                            | 1라운드          | 9위              | 3                | 1                | 1                | 1                | 8                | 9                | 4                |
| 1956년                            | 금메달           | 우승             | 5                | 4                | 1                | 0                | 9                | 2                | 13               |
| 1960년                            | 진출 실패        | 진출 실패        | 진출 실패        | 진출 실패        | 진출 실패        | 진출 실패        | 진출 실패        | 진출 실패        | 진출 실패        |
| 1964년                            | 진출 실패        | 진출 실패        | 진출 실패        | 진출 실패        | 진출 실패        | 진출 실패        | 진출 실패        | 진출 실패        | 진출 실패        |
| 1968년                            | 진출 실패        | 진출 실패        | 진출 실패        | 진출 실패        | 진출 실패        | 진출 실패        | 진출 실패        | 진출 실패        | 진출 실패        |
| 1972년                            | 동메달           | 3위              | 7                | 5                | 1                | 1                | 17               | 6                | 16               |
| 1976년                            | 동메달           | 3위              | 5                | 4                | 0                | 1                | 10               | 4                | 12               |
| 1980년                            | 동메달           | 3위              | 6                | 5                | 0                | 1                | 19               | 3                | 15               |
| 1984년                            | 불참             | 불참             | 불참             | 불참             | 불참             | 불참             | 불참             | 불참             | 불참             |
| 1988년                            | 금메달           | 우승             | 6                | 5                | 1                | 0                | 14               | 6                | 16               |
| 23세 이하 대표팀 경기로 규칙 변경 |                  |                  |                  |                  |                  |                  |                  |                  |                  |
| 합계                              | 7회 진출(7/26)   | 금메달(2회)      | 33               | 24               | 4                | 5                | 78               | 32               | 76               |

## 같이 보기
- 러시아 축구 협회
- 러시아 여자 축구 국가대표팀